# Jacques-Louis Randon

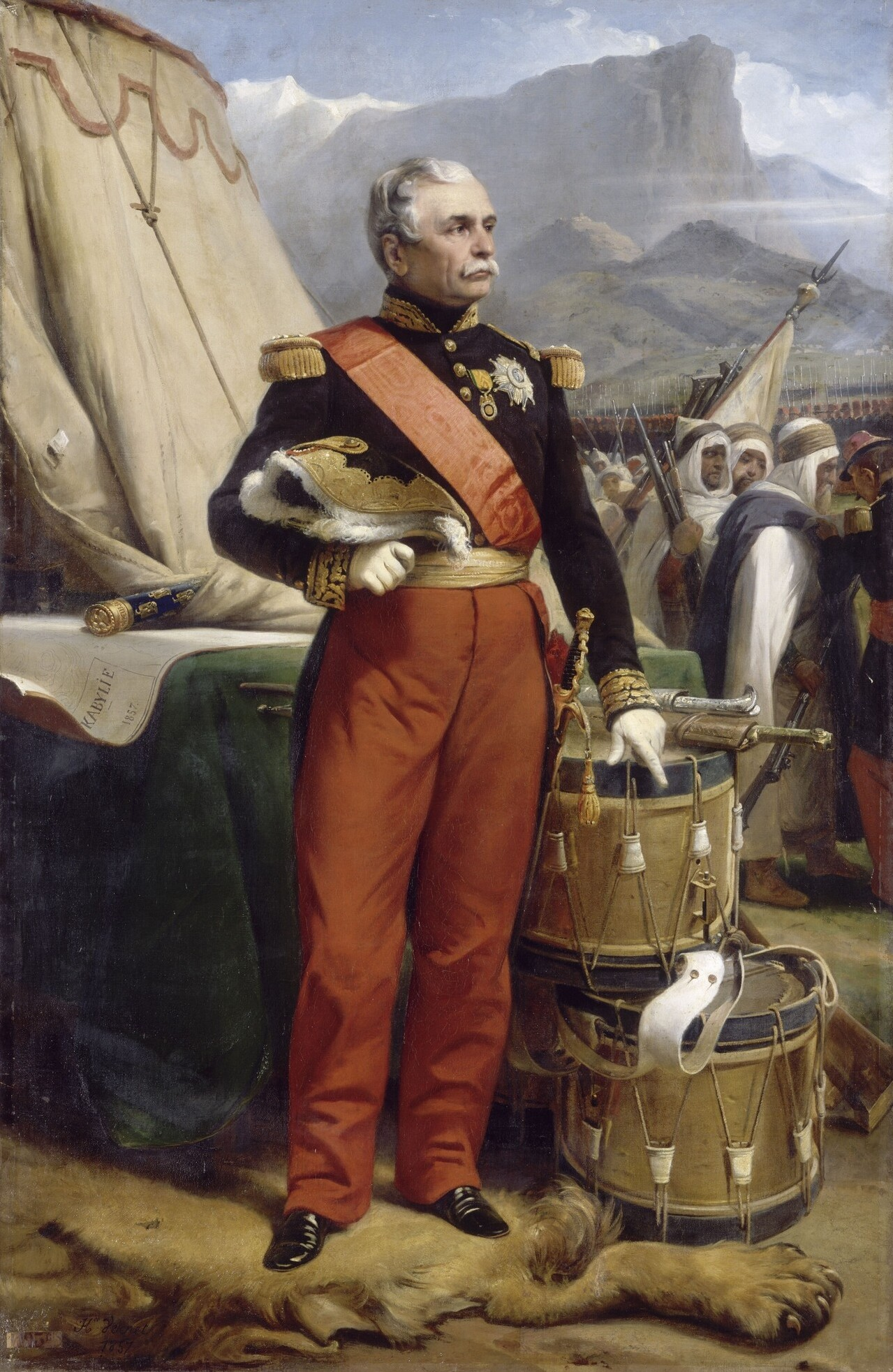
Jacques-Louis Randon, porträtiert von Horace Vernet

Jacques-Louis-César-Alexandre, comte Randon (* 25. März 1795 in Grenoble; † 16. Januar 1871 in Genf) war Marschall von Frankreich und Kriegsminister.
Randon trat frühzeitig in die französische Armee, machte die Feldzüge von 1812
bis 1814 mit, wurde aber als Neffe des Generals Marchand, der 1815 Grenoble an Napoleon I. übergeben hatte, von den Bourbonen nicht begünstigt.

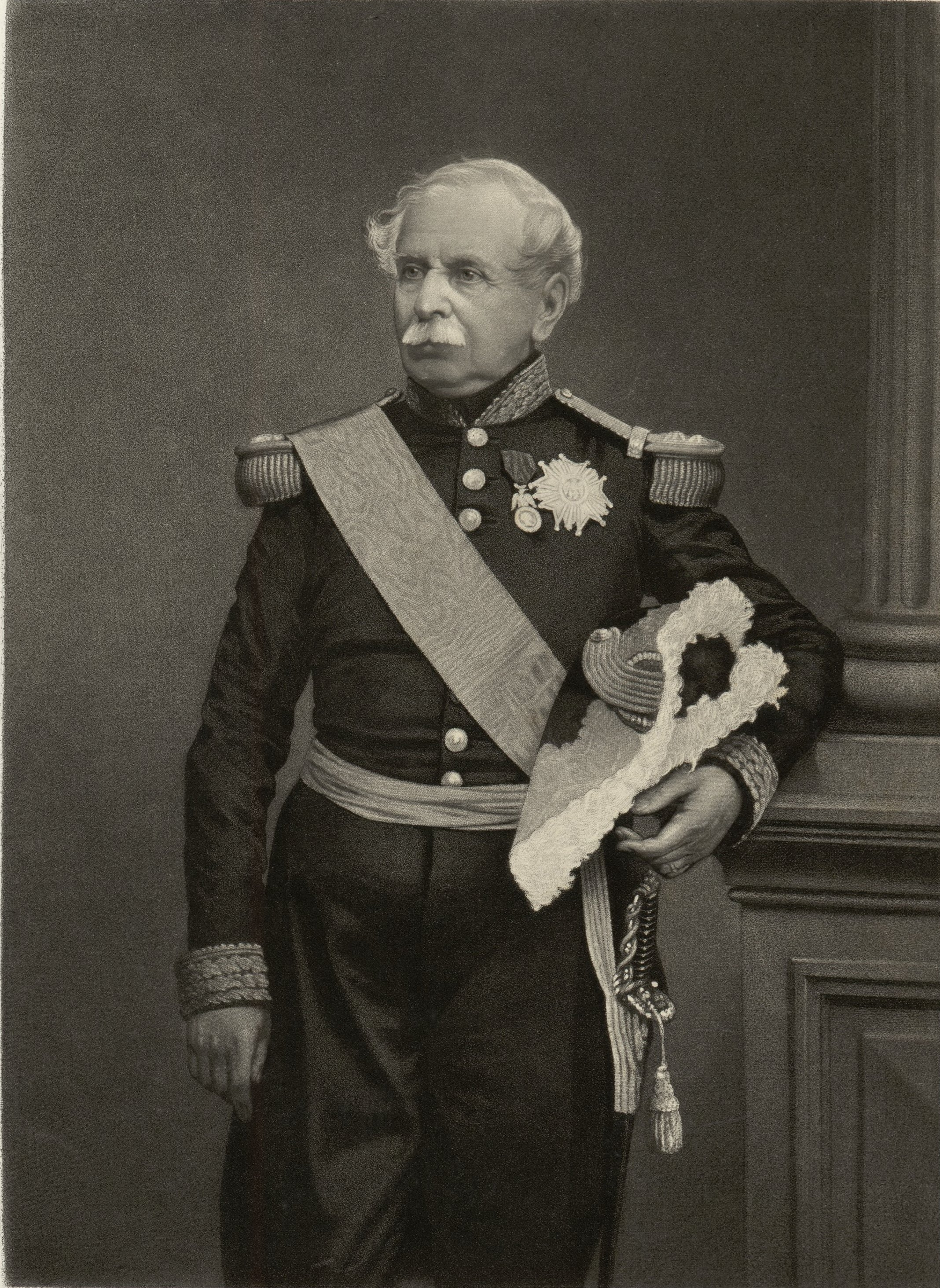
Jacques-Louis Randon

Am 27. April 1838 zum Colonel bei den afrikanischen Jägern befördert, spielte er zehn Jahre lang in den Kämpfen gegen die Araber eine glänzende Rolle und rückte 1847 zum Lieutenant-général auf. Am 13. März 1848 wurde er von der provisorischen Regierung mit der Direktion der Angelegenheiten Algeriens im Kriegsministerium betraut, schon 3. Juni aber mit dem Kommando der 3. Division in Metz beauftragt.
Am 24. Januar 1851 übertrug ihm Louis Napoleon das Kriegsministerium, am 11. Dezember d. J. aber das Generalgouvernement von Algerien. Am 31. Dezember 1852 wurde er Senator, am 18. März 1856 Marschall von Frankreich. Am 5. Mai 1859 erhielt er wieder das Kriegsministerium. Unter seiner Verwaltung wurden die Vorräte der Armeeverwaltung für die Französische Intervention in Mexiko vollständig aufgebraucht, und das Heerwesen geriet in solchen Verfall, dass Frankreich 1866 nicht kriegsfähig war. Er wurde daher am 19. Januar 1867 durch Niel ersetzt.
Wegen seines hohen Alters erhielt er im Deutsch-Französischen Krieg 1870 kein Kommando und starb am 16. Januar 1871 in Genf.